# 艾迪·蓋瑟吉
艾迪·姆韋·蓋瑟吉（英語：Edi Mūe Gathegi；1979年3月10日—），是一名肯亞出生的美國演員。

## 早年
蓋瑟吉在1979年3月10日生於肯亞奈洛比，在美國加利福尼亞州奧柏尼長大，在加州大學聖塔芭芭拉分校讀大學，在學期間是籃球隊成員，直到膝傷使他退出籃球，之後改為修讀演藝課程。蓋瑟吉在2005年畢業於纽约大学帝势艺术学院，之後在劇院展開演藝生涯，參與舞台劇多項演出。

## 演藝生涯
蓋瑟吉首項電影演出是2006年快克殺手中飾演一名海地司機。雖然他最初試鏡的是凱洛 (Kaylo) 一角，但製片人將這個角色給了埃弗倫·拉米雷斯 ，而蓋瑟吉則出演海地計程車司機。最初他對扮演帶有海地口音的角色感到擔憂，但後來得到一名海地朋友指導。2007年他客串出演林肯崗和美眉校探，之後在非法制裁中出演博迪（Bodie），第五認證中飾演達魯迪（Darudi），和失蹤人口飾演起司（Cheese）。蓋瑟吉在電視劇豪斯医生中飾演摩爾門教醫生杰弗里·科尔（Dr. Jeffrey Cole ）。此外他亦在CSI犯罪現場：邁阿密，CSI犯罪現場和幻想星球中客串，之後在2008年電影暮光之城：無懼的愛中出演劳伦特（Laurent）。蓋瑟吉在這書籍改篇電影試鏡時，之前從沒聽過這小說，亦不知道這角色是一名吸血鬼，之後才閱讀了這小說。阿特拉斯聳聳肩（2011）中，蓋瑟吉在這小說同名電影中扮演埃迪·维勒斯（Eddie Willers）。在火線警探第五季中，他飾演一名海地角色
让·巴蒂斯特（Jean Baptiste），但他對這角色不滿意並要求從劇中下畫。此外蓋瑟吉亦是NBC劇中的常設角色，包括黑名单中的馬蒂亞斯·所羅門（Matias Solomon），一名秘密組織的成員，並在2017年電視劇黑名單：救贖中重演這角色。2025年電影超人中，蓋瑟吉出演卓越先生（Mister Terrific）一角。

## 外部連結
- 艾迪·蓋瑟吉在互联网电影资料库（IMDb）上的資料（英文）